# Campionato europeo di pallanuoto 1993 (maschile)
La XXIª edizione del campionato europeo di pallanuoto si è svolta all'interno del programma dei campionati europei di nuoto di Sheffield dal 31 luglio all'8 agosto 1993.
Al torneo hanno preso parte dodici squadre nazionali divise in due gironi da sei, terminati i quali le prime due di ciascun girone si sono qualificate per le semifinali, mentre le altre hanno disputato dei gironi di classificazione.

## Squadre partecipanti
Delle 12 partecipanti, 11 hanno avuto accesso al torneo tramite le qualificazioni. Erano ammesse di diritto la Gran Bretagna, paese ospitante, e la Jugoslavia, detentrice del titolo, ma le sanzioni ONU e CIO imposte ai balcanici hanno portato al ripescaggio dell'Ucraina.

GRUPPO A
- Grecia
- Gran Bretagna
- Paesi Bassi
- Slovacchia
- Spagna
- Ungheria

GRUPPO B
- Croazia
- Germania
- Italia
- Romania
- Russia
- Ucraina

## Fase preliminare

### Gruppo A
|    | Squadra       | Punti | G | V | N | P | GF | GS | DR  |
| -- | ------------- | ----- | - | - | - | - | -- | -- | --- |
| 1. | Ungheria      | 10    | 5 | 5 | 0 | 0 | 66 | 39 | +27 |
| 2. | Spagna        | 8     | 5 | 4 | 0 | 1 | 67 | 46 | +21 |
| 3. | Grecia        | 5     | 5 | 2 | 1 | 2 | 46 | 36 | +10 |
| 4. | Paesi Bassi   | 4     | 5 | 2 | 0 | 3 | 53 | 51 | +2  |
| 5. | Slovacchia    | 3     | 5 | 1 | 1 | 3 | 45 | 52 | -7  |
| 6. | Gran Bretagna | 0     | 5 | 0 | 0 | 5 | 22 | 75 | -53 |

- 31 luglio

| Ungheria   | 8 – 5   | Grecia        |
| Spagna     | 17 – 10 | Paesi Bassi   |
| Slovacchia | 13 – 7  | Gran Bretagna |

- 1º agosto

| Spagna      | 12 – 10 | Grecia        |
| Paesi Bassi | 14 – 9  | Slovacchia    |
| Ungheria    | 19 – 5  | Gran Bretagna |

- 2 agosto

| Ungheria    | 14 – 11 | Spagna        |
| Grecia      | 7 – 7   | Slovacchia    |
| Paesi Bassi | 14 – 2  | Gran Bretagna |

- 3 agosto

| Ungheria | 14 – 9 | Slovacchia    |
| Grecia   | 12 – 6 | Paesi Bassi   |
| Spagna   | 17 – 5 | Gran Bretagna |

- 4 agosto

| Spagna   | 14 – 11 | Slovacchia    |
| Ungheria | 11 – 9  | Paesi Bassi   |
| Grecia   | 12 – 3  | Gran Bretagna |

### Gruppo B
|    | Squadra  | Punti | G | V | N | P | GF | GS | DR  |
| -- | -------- | ----- | - | - | - | - | -- | -- | --- |
| 1. | Italia   | 8     | 5 | 4 | 0 | 1 | 55 | 41 | +14 |
| 2. | Romania  | 7     | 5 | 3 | 1 | 1 | 48 | 49 | -1  |
| 3. | Croazia  | 6     | 5 | 3 | 0 | 2 | 49 | 45 | +4  |
| 4. | Russia   | 5     | 5 | 2 | 1 | 2 | 47 | 44 | +3  |
| 5. | Germania | 4     | 5 | 2 | 0 | 3 | 45 | 42 | +3  |
| 6. | Ucraina  | 0     | 5 | 0 | 0 | 5 | 38 | 61 | -23 |

- 31 luglio

| Romania | 10 – 9 | Ucraina  |
| Croazia | 11 – 7 | Russia   |
| Italia  | 9 – 8  | Germania |

- 1º agosto

| Italia   | 13 – 7  | Croazia |
| Germania | 13 – 8  | Ucraina |
| Romania  | 12 – 12 | Russia  |

- 2 agosto

| Italia   | 9 – 8  | Russia  |
| Germania | 10 – 6 | Romania |
| Croazia  | 13 – 8 | Ucraina |

- 3 agosto

| Romania | 11 – 10 | Italia   |
| Russia  | 11 – 6  | Ucraina  |
| Croazia | 10 – 8  | Germania |

- 4 agosto

| Italia  | 14 – 7 | Ucraina  |
| Russia  | 9 – 6  | Germania |
| Romania | 9 – 8  | Croazia  |

## Fase finale

### Gruppo 9º-12ºposto
|    | Squadra       | Punti | G | V | N | P | GF | GS | DR  |
| -- | ------------- | ----- | - | - | - | - | -- | -- | --- |
| 1. | Germania      | 5     | 3 | 2 | 1 | 0 | 39 | 21 | +17 |
| 2. | Slovacchia    | 5     | 3 | 2 | 1 | 0 | 32 | 24 | -2  |
| 3. | Ucraina       | 2     | 3 | 1 | 0 | 2 | 26 | 27 | -1  |
| 4. | Gran Bretagna | 0     | 3 | 0 | 0 | 3 | 15 | 40 | -35 |

- 6 agosto

| Germania   | 17 – 4 | Gran Bretagna |
| Slovacchia | 10 – 8 | Ucraina       |

- 7 agosto

| Ucraina  | 10 – 4 | Gran Bretagna |
| Germania | 9 – 9  | Slovacchia    |

### Gruppo 5º-8ºposto
|    | Squadra     | Punti | G | V | N | P | GF | GS | DR  |
| -- | ----------- | ----- | - | - | - | - | -- | -- | --- |
| 1. | Croazia     | 6     | 3 | 3 | 0 | 0 | 34 | 20 | +14 |
| 2. | Russia      | 3     | 3 | 1 | 1 | 1 | 26 | 24 | +2  |
| 3. | Grecia      | 3     | 3 | 1 | 1 | 1 | 26 | 21 | +5  |
| 4. | Paesi Bassi | 0     | 3 | 0 | 0 | 3 | 18 | 39 | -21 |

- 6 agosto

| Croazia | 15 – 6 | Paesi Bassi |
| Russia  | 7 – 7  | Grecia      |

- 7 agosto

| Russia  | 12 – 6 | Paesi Bassi |
| Croazia | 8 – 7  | Grecia      |

### Semifinali
- 23 agosto

| Ungheria | 8 – 7  | Romania |
| Italia   | 10 – 9 | Spagna  |

### Finali
- 8 agosto — Finale per il Bronzo

| Romania | 12 – 13 dTS | Spagna |

- 8 agosto — Finale per l'Oro

| Ungheria | 9 – 11 | Italia |

## Classifica finale
| Pos. | Squadra       |
| ---- | ------------- |
|      | Italia        |
|      | Ungheria      |
|      | Spagna        |
| 4    | Romania       |
| 5    | Croazia       |
| 6    | Russia        |
| 7    | Grecia        |
| 8    | Paesi Bassi   |
| 9    | Germania      |
| 10   | Slovacchia    |
| 11   | Ucraina       |
| 12   | Gran Bretagna |